# Bezirksgericht Lohr am Main
Das Bezirksgericht Lohr am Main war ein Bezirksgericht im Königreich Bayern, das von 1862 bis 1879 existierte. Es hatte seinen Sitz in Lohr am Main.

## Geschichte
Mit Gesetz vom 1. Juli 1856 wurde das Justizwesen in Bayern neu geordnet. Die bisherigen Kreis- und Stadtgerichte wurden aufgehoben und 34 neue Bezirksgerichte traten an ihre Stelle. Sie waren für die Städte, in denen sie ihren Sitz hatten, sowie für die in ihrem Sprengel befindlichen Standesherren Gerichte erster Instanz. Für alle anderen Angelegenheiten waren sie Gerichte der zweiten Instanz in Kriminal- und Zivilrechtssachen. Mit dem Inkrafttreten des deutschen Gerichtsverfassungsgesetzes wurde 1879 das Bezirksgericht Lohr am Main wie alle anderen bayerischen Bezirksgerichte aufgelöst.
Das Bezirksgericht Lohr am Main wurde im Rahmen der Justiz- und Verwaltungsreform von 1862 gebildet (im Wesentlichen) aus den Landgerichten Brückenau, Euerdorf und Hammelburg des Bezirksgerichts Neustadt an der Saale, den Landgerichten Gemünden, Karlstadt und Marktheidenfeld des Bezirksgerichts Würzburg, sowie den Landgerichten Lohr, Orb und Rothenfels des Bezirksgerichts Aschaffenburg. Bei der Aufhebung 1879 wurde von seinem Sprengel die Amtsgerichte Lohr und Marktheidenfeld dem Landgericht Aschaffenburg zugeordnet, die Amtsgerichte Euerdorf und Hammelburg dem Landgericht Schweinfurt, sowie die Amtsgerichte Brückenau, Gemünden und Karlstadt dem Landgericht Würzburg.